# Любиша Спаїч
Любиша Спаїч (сербохорв. Ljubiša Spajić, 7 березня 1926, Белград — 28 березня 2004, Белград) — югославський футболіст, що грав на позиції захисника. По завершенні ігрової кар'єри — тренер.
Як гравець є однією з найважливіших фігур «Црвени Звезди», зокрема, і для югославського футболу в цілому. Був з белградським клубом п'ятиразовим національним чемпіоном і дворазовим переможцем Югославського кубку. Також входив до складу команди, яка вперше в історії югославського футболу в сезоні 1959/60 виграла «золотий дубль». Крім цього у складі національної збірної Югославії був учасником чемпіонату світу 1954 року та срібним призером Олімпіади 1956 року.
Значну частину тренерської кар'єри провів у Туреччині, де очолював національну збірну та «Бешикташ», який двічі поспіль приводив до чемпіонства і повторив досягнення Гюндуза Килича. Крім цього тривалий час працював у Греції, тренуючи місцеві клуби.

## Клубна кар'єра
Починав футбольну кар'єру під час Другої світової війни. Після закінчення війни югославський футбол був реформований. 1946 року югославська футбольна ліга відновила роботу і Спаїч став виступати за «Црвену Звезда». Тут Любиші не вдалося стати основним гравцем, а клуб зайняв лише третє місце, після чого захисник покинув клуб і грав за «Будучност» (Тітоград), а потім ще і за БСК «Белград».
У 1952 році він повернувся до свого старого клубу «Црвена Звезда». Уже в своєму першому сезоні після повернення, в сезоні 1952/53, він став чемпіоном Югославії. Після двох наступних безтрофейних сезонів, він виграв зі своїм клубом чемпіонство в сезонах 1955/56 і 1956/57, ставши першим югославським клубом, який зміг захистити титул чемпіона. У Кубку європейських чемпіонів 1956/57 Спаїч та його команда дійшла до півфіналу, де програла «Фіорентині». У сезоні 1957/58 команда не змогла втретє поспіль виграти чемпіонство, але здобула вперше за сім років Кубок Югославії, який став першим у колекції Спаїча. У сезоні 1958/59 Любиша зі своєю командою виграв і чемпіонат, і Кубок, зробивши «Црвену Звезду» першою югославською командою, що здобула національний «золотий дубль». У тому ж році Спаїча призначили капітаном команди. Після того, як в сезоні 1959/60 його клуб знову захистив свій титул в чемпіонаті, Спаїч влітку 1960 року завершив кар'єру футболіста.

## Виступи за збірну
7 вересня 1950 року дебютував в офіційних матчах у складі національної збірної Югославії у дружньому матчі проти збірної Фінляндії. З 1951 року він також почав виступати на збірну Югославії В, за яку загалом провів 8 матчів.
У складі збірної був учасником чемпіонату світу 1954 року у Швейцарії, де югослави потрапили у сильну групу з бразильцями, мексиканцями і французами, тим не менш вийшли в чвертьфіналу, в якому програли майбутнім чемпіонам ФРН. Проте Спаїч на поле жодного разу не вийшов.
Через два роки був учасником футбольного турніру на Олімпійських іграх 1956 року у Мельбурні, де разом з командою здобув «срібло».
Протягом кар'єри у національній команді, яка тривала 8 років, провів у її формі 15 матчів.
У складі збірної був учасником футбольного турніру на Олімпійських іграх 1956 року у Мельбурні, де разом з командою здобув «срібло». Уже в першому матчі, у чвертьфіналі проти США, команда Спаїча виграла 9:1 і досягла однієї з найбільших перемог в історії. В підсумку команда вийшла у фінал, де поступилась збірній СРСР (0:1). Спаїч зіграв усі турнірні матчі своєї команди і носив на цих матчах пов'язку капітана.
Після чемпіонату світу Любиша грав ще три роки за збірну і останній матч провів 10 листопада 1957 року проти Греції (4:1) у відборі на чемпіонат світу 1958 року. Всього протягом кар'єри у національній команді, яка тривала 8 років, провів у формі головної команди країни 15 матчів.

## Кар'єра тренера
Після закінчення своєї ігрової кар'єри відвідував спортивну школу і отримав диплом тренера. Після цього він розпочав тренерську кар'єру в 1961 році, ставши головним тренером грецького «Аріса» (Салоніки).
Навесні 1962 року очолив турецький «Бешикташ», а в жовтні того ж року паралельно став головним тренером і національної збірної Туреччини. Зі збірною Любиша провів чотири матчі (1 перемога, 2 нічиїх і 1 поразка), включаючи кваліфікаційний матч на Євро-1964 проти Італії, який завершився з рахунком 0:6 і фактично позбавив турків шансу пробитися на турнір, а також став однією з найбільших поразок в історії збірної. Після цього з початку 1963 року Спаїч знову зосередився на роботі з «Бешикташем» і закінчив сезон 1962/63 на другому місці. Тим не менш наприкінці сезону він був звільнений керівництвом клубу.
Після звільнення Спаїч продовжив свою кар'єру в Ізраїлі та тренував клуб «Шимшон» (Тель-Авів), але наступного року знову повернувся в «Бешикташ». Після того, як Любиша з «Бешикташем» в першому сезоні 1964/65 знову зайняв друге місце, в наступних двох сезонах 1965/66 і 1966/67 він виграв турецький чемпіонат і допоміг «Бешикташу» зробити перший в історії клубу захист титулу в цьому змаганні. Паралельно протягом цих двох сезонів він також виграв Кубок Spor Toto (1966) і Суперкубок Туреччини (1967), обидва вперше в історії клубу. У своєму останньому сезоні він був пов'язаний з різними правопорушеннями, за що його питання неодноразово розглядалося дисциплінарним комітетом Турецької футбольної асоціації. Після накопичення інцидентів Спаїч отримав влітку 1967 року 17-місячну заборону роботи. Через це тренер і клуб змушені були не продовжувати свою співпрацю по завершенню сезону 1966/67. Через кілька днів після від'їзду Спаїча його замінив співвітчизник Яне Яневський.
Через один рік «Бешикташ» вирішив повернути Спаїча. Після коротких переговорів Любиша погодився втретє очолити «орлів». Проте після того, як турецька футбольна асоціація відмовилася видавати ліцензію Спаїчу через все ще діючу заборону зайнятості, повернення югослава не відбулося. Спаїч замість цього очолив грецький «Олімпіакос» на майбутній сезон. Проте у Грецькому гранді справи пішли не так добре: у чемпіонаті клуб зайняв друге місце, поступившись на двома очками «Панатінаїкосу», а у фіналу Кубка Греції у фіналі проти цього ж «Панатінаїкоса» клуб зіграв внічию 1:1, проте програв титул за жеребом — капітан «Панатінаїкоса» Міміс Домазас вибрав правильний бік монетки і його команда отримала кубок. Після цього Спаїч покинув клуб, але залишився у Греції, де працював з перервами ще дев'ять років і по декілька разів керував клубами «Іракліс» та «Панахаїкі».
З 1977 року працював консультантом у рідній «Црвені Звезді». Крім того Спаїч кілька разів вів перемовини про підписання тренерського контракту з «Бешикташем», але щоразу вони не вдавались. Тільки восени 1980 року відбулося відновлення співробітництва і Спаїч був найнятий як наступник Метіна Тюреля. Під його керівництвом «Бешикташ» програв перші дві гри. Наприкінці жовтня 1980 року Спаїч покинув Туреччину на тій підставі, що його зять стикнувся з критичною операцією і що Любиші потрібно було його підтримувати. Через кілька днів після цього несподіваного відходу Спаїч сказав, що не хоче повертатися і пояснює своє рішення тим, що він не бачить перспективи, як у поточному складі, так і в структурі клубу. «Бешикташ» дав Спаїчу час повернутися до 4 листопада 1980 року і, нарешті, замінив його на початку листопада 1980 року співвітчизником Джордже Миличем.
Помер 28 березня 2004 року на 79-му році життя у Белграді.

## Статистика

### Виступи за збірну
| Матчі і голи за збірну | Матчі і голи за збірну | Матчі і голи за збірну | Матчі і голи за збірну | Матчі і голи за збірну | Матчі і голи за збірну | Матчі і голи за збірну  |
| #                      | Дата                   | Місто                  | Суперник               | Голів                  | Результат              | Турнір                  |
| ---------------------- | ---------------------- | ---------------------- | ---------------------- | ---------------------- | ---------------------- | ----------------------- |
| 1.                     | 07.09.1950             | Гельсінкі              | Фінляндія              |                        | 2:3                    | Товариський матч        |
| 2.                     | 23.08.1951             | Осло                   | Норвегія               |                        | 4:2                    | Товариський матч        |
| 3.                     | 02.09.1951             | Белград                | Швеція                 |                        | 2:1                    | Товариський матч        |
| 4.                     | 05.06.1953             | Стамбул                | Туреччина              |                        | 2:2                    | Товариський матч        |
| 5.                     | 18.10.1953             | Загреб                 | Франція                |                        | 3:1                    | Товариський матч        |
| 6.                     | 09.05.1954             | Загреб                 | Бельгія                |                        | 0:2                    | Товариський матч        |
| 7.                     | 09.05.1954             | Саарбрюкен             | Саар                   |                        | 5:1                    | Товариський матч        |
| 8.                     | 28.11.1956             | Мельбурн               | США                    |                        | 9:1                    | ОІ-1956                 |
| 9.                     | 04.12.1956             | Мельбурн               | Індія                  |                        | 4:1                    | ОІ-1956                 |
| 10.                    | 08.12.1956             | Мельбурн               | СРСР                   |                        | 0:1                    | ОІ-1956                 |
| 11.                    | 23.12.1956             | Джакарта               | Індонезія              |                        | 5:1                    | Товариський матч        |
| 12.                    | 05.05.1957             | Афіни                  | Греція                 |                        | 0:0                    | Кваліфікація на ЧС-1958 |
| 13.                    | 12.05.1957             | Загреб                 | Італія                 |                        | 6:1                    | КЦЄ 1955—1960           |
| 14.                    | 18.05.1957             | Братислава             | Чехословаччина         |                        | 0:1                    | КЦЄ 1955—1960           |
| 15.                    | 10.11.1957             | Белград                | Греція                 |                        | 4:1                    | Кваліфікація на ЧС-1958 |

## Досягнення

### Як гравець
- Чемпіон Югославії: 1952/53, 1955/56, 1956/57, 1958/59, 1959/60
- Володар Кубка Югославії: 1957/58, 1958/59
- Срібний олімпійський призер: 1956

### Як тренер
- Чемпіон Туреччини: 1965/66, 1966/67
- Володар Суперкубка Туреччини: 1967